# Acmaeodera adenostomensis
Acmaeodera adenostomensis  (лат.) — вид жуков-златок рода Acmaeodera из подсемейства Polycestinae (Acmaeoderini). Распространён в Новом Свете (США). Кормовым растением имаго являются 
Adenostoma fasciculatum (Knull 1941:692); Adenostoma sparsifolium (Nelson 1965:37), у личинок — неизвестны. Вид был впервые описан в 1941 году американским энтомологом Дж. Н. Кнуллом (J. N. Knull, 1941).